# Шиша, Тибор
Тибор Шиша (венг. Sisa Tibor, 1 декабря 1991, Шальготарьян, Венгрия) — венгерский футболист, ныне — тренер.

## Клубная карьера
Шиша родился в венгерском городе Шальготарьян. Тибор — воспитанник родного клуба города с одноимённым названием «Шальготарьян», за молодёжный состав которого играл шесть лет. В 1978 году пополнил состав клуба «Сечень». В этой команде случился дебют Тибора во взрослом футболе. Следующие семь лет он провёл за коллектив из одноимённого города, а затем, в 1985 вернулся в родной клуб — «Шальготарьян». После года в клубе, Шиша завершил карьеру игрока и стал тренером. Первым клубом на новом поприще стал родной «Шальготарьян», но в этот раз баскетбольный клуб города, в котором он проработал тренером в течение пяти лет. Параллельно, в 1989 году Шиша стал работать в венгерской молодёжной команде по гандболу. В 1993 году Шиша повторил свой путь игрока и перешел в клуб «Сечень». В 1995 году впервые стал за работать за границей, в эмиратской команде «Аль-Сахаль», где проработал год и выиграл чемпионат второго класса.